# Mychajlo Fedorov
Mychajlo Fedorov (ukrajinsky Михайло Альбертович Федоров; *21. ledna 1991, Vasylivka) je ukrajinský podnikatel a politik. Dne 29. srpna 2019 se stal místopředsedou vlády a ministrem pro digitální transformaci ve vládě Oleksije Hončaruka. Tento post si udržel i po obměně vlády 4. března 2020 v novém Šmyhalově kabinetu. Pod jeho vedením v době ruské agrese proti Ukrajině nabylo ministerstvo pro digitální transformaci zvláštního významu.